# Cementiri de Portbou
El Cementiri de Portbou és una obra amb elements neoclàssics de Portbou (Alt Empordà) inclosa a l'Inventari del Patrimoni Arquitectònic de Catalunya. Situat dins del nucli urbà de la població de Portbou, a la banda de llevant del terme, damunt de la badia de Portbou, prop del port.

## Descripció
Recinte de planta més o menys rectangular organitzat en cinc terrasses disposades a diferent nivell i delimitat per una tanca de pedra emblanquinada. El portal d'accés a l'interior està situat a la façana de tramuntana i dona accés a la segona terrassa inferior del recinte. És d'arc apuntat i presenta el nom de la construcció bastit amb rajola vidrada groga i amb les lletres negres. La part superior de la tanca que inclou el portal està rematada per una cornisa motllurada. A l'interior, el cementiri s'organitza amb carrers rectilinis pavimentats i els cossos rectangulars que integren els nínxols, tot disposat en perpendicular a la façana principal. Aquests cossos presenten les cobertes planes i, en general, distribueixen els nínxols en quatre o cinc filades, tot i que depenent de la terrassa poden arribar a tenir-ne fins a set. Els nínxols són d'arc rebaixat o bé rectangulars, i estan emblanquinats. Per moure's per l'interior del recinte hi ha un tram d'escales amb replans centrals, que desemboquen a la capella del Sant Crist, vuitcentista i situada a la banda més elevada del recinte, a ponent. El cementiri també compta amb alguns panteons, dels que destaca el dels “Benedictines du Saint-Sacrement” (1904-1921). Presenta una teulada de dos vessants i dues obertures apuntades d'accés a l'interior, sostingudes per esveltes columnes amb capitells. Destaca un gran frontó motllurat coronant el parament. A l'extrem de migdia del recinte hi ha un cos de planta quadrada organitzat en quatre terrasses, amb unes escales centrals per comunicar-se i diverses filades de nínxols de les mateixes característiques que la resta de la construcció. La tanca exterior és de pedra sense treballar arrebossada.
Cal destacar que en el cementiri hi ha la tomba del filòsof alemany Walter Benjamin i, a l'exterior, davant de la façana principal, s'ha construït un memorial al personatge. A la banda de ponent hi ha un altre petit memorial al filòsof. El cementiri també compta amb una placa commemorativa situada prop del portal.

## Història
Cementiri bastit vers el 1885. Com molts altres cementiris municipals, té el seu origen en la disposició reial de Carles III que al final del segle xviii ordenà que la construcció dels cementiris fos fora de les poblacions per així evitar problemes relacionats amb la higiene i la salut. Així i tot, aquesta tendència no es va generalitzar fins a la segona meitat del segle xx.
En el cas de Portbou, cal dir que es construí en terrenys adquirits per la companyia ferroviària i s'acabà l'any 1885. Fins aleshores els enterraments s'havien de fer a Colera i per mar, en ser Portbou un agregat del poble veí que era el cap del municipi, i no va tenir comunicacions per carretera fins que es construí l'actual tram de Llançà a la frontera pel coll de frare que s'inaugurà el 1918.
Des de 1899 es destinà un espai a cementiri catòlic i un altre a fossa civil, però amb el temps s'han ajuntat aquests dos espais.
Cal esmentar que el cementiri presenta una escultura i una placa commemorativa dedicada al filòsof, assagista i crític literari alemany Walter Benjamin, nascut a Berlin de família jueva. Considerat un mestre i lligat a l'escola de Frankfurt va morir a Portbou l'any 1940 en estranyes circumstàncies. D'una banda hom pensa que es va suïcidar mitjançant una sobredosis de morfina després de travessar fugint dels nazis la frontera franco-espanyola, i d'altra banda es pensa que fou mort per la policia franquista i fins i tot el periodista Stuart Jeffries en el seu article Did Stalin Killers liquidate Walter Benjamin (The Observer 8 de juliol de 2003) afirma que fou mort per la policia estalinista.